# Никольский (Залегощенский район)
Никольский — посёлок в Залегощенском районе Орловской области России. Входит в состав Бортновского сельского поселения.

## География
Посёлок находится в центральной части Орловской области, в лесостепной зоне, в пределах центральной части Среднерусской возвышенности, вблизи истока реки Легощи, на расстоянии примерно 31 километра (по прямой) к западу-северо-западу (WNW) от посёлка городского типа Залегощь, административного центра района. Абсолютная высота — 229 метров над уровнем моря. Климат умеренно континентальный. Среднегодовое количество осадков составляет 537 мм.
Часовой пояс
Посёлок Никольский, как и вся Орловская область, находится в часовой зоне МСК (московское время). Смещение применяемого времени относительно UTC составляет +3:00.

## Население
| 2010 |
| ---- |
| 0    |